# Maximiliano Hernández
Maximiliano Hernández (ur. 1973 w Nowym Jorku) – amerykański aktor filmowy i serialowy honduraskiego pochodzenia.

## Filmografia
- Raw Nerve (1999) jako Cross[2]
- Prawo i bezprawie (1997–2005) jako Teofllo / Victor Sabo / Leo Ramos[2]
- Ślepy tor (2000) jako barman[2]
- Mentor (2006) jako Club Rat[2]
- Imiennik (2006) jako Ben[2]
- W cieniu chwały (2008) jako Carlos Bragon[2]
- 24 godziny (2009) jako Donnie Fox[2]
- Hotel dla psów (2009) jako Mike[2]
- Terriers (2010) jako Ray[2]
- Thor (2011) jako Jasper Sitwell[2]
- Wojownik (2011) jako Colt Boyd[2]
- Ringer (2011–2012) jako det. Towers[2]
- Avengers (2012) jako Jasper Sitwell[2]
- Zawód: Amerykanin (2013) jako dddddddddddddd[2]
- Sny o imperium (2014) jako det. Hernandez[2]
- Kapitan Ameryka: Zimowy żołnierz (2014) jako Jasper Sitwell[2]
- Agenci T.A.R.C.Z.Y. (2013–2014) jako Jasper Sitwell[2]
- The Walking Dead (2014) jako srżt. Bob Lamson[2]
- Sicario (2015) jako Silvio[2]
- Get a Job (2016) jako Businessman[2]
- Hand of God (2014–2017) jako Toby Clay[2]
- Ostatni okręt (2014–2017) jako Doc Rios[2]